# Constant Cloquet
Constant Cloquet (* Mai 1885 in Nivelles; † nach 1906) war ein belgischer Fechter.

## Erfolge
Constant Cloquet gehörte zur belgischen Delegation bei den Olympischen Zwischenspielen 1906 in Athen und gewann beim Mannschaftswettbewerb mit dem Degen die Bronzemedaille. Neben ihm zählten Edmond Crahay, Philippe Le Hardy de Beaulieu und Fernand de Montigny zur belgischen Equipe. In der Einzelkonkurrenz mit dem Florett schied er in der ersten Vorrunde aus.
Er führte einen Laden für Schiffsbedarf in Antwerpen.